# Kosmos 408
O Kosmos 408 (em russo: Космос 408) também denominado DS-P1-Yu Nº 41, foi um satélite artificial soviético lançado ao espaço com sucesso no dia 24 de abril de 1971 através de um foguete Kosmos-2I a partir do Cosmódromo de Plesetsk.

## Características
O Kosmos 408 foi o quadragésimo primeiro membro da série de satélites DS-P1-Yu e o trigésimo sétimo lançado com sucesso após o fracasso dos lançamentos do segundo, do vigésimo terceiro, do trigésimo segundo e do quadragésimo membros da série. Sua missão era auxiliar sistemas antissatélites e antimíssil soviéticos.
O Kosmos 408 foi injetado em uma órbita inicial de 1542 km de apogeu e 211 km de perigeu, com uma inclinação orbital de 82 graus e um período de 102,0 minutos. Reentrou na atmosfera terrestre em 29 de dezembro de 1971.